# هجوم سنجار نوفمبر 2015
كان هجوم سنجار نوفمبر 2015 مزيجاً من عمليات قوات البيشمركة الكردية، وحزب العمال الكردستاني ووحدات حماية الشعب في نوفمبر 2015، لاسترداد مدينة سنجار من تنظيم الدولة الإسلامية. وقد أسفر عن انتصار القوات الكردية، التي طردت مسلحي داعش من سنجار واستعادت السيطرة على الطريق الدولي 47، الذي كان حتى ذلك الحين بمثابة طريق الإمداد الرئيسية بين معقلي داعش الرقة والموصل.
حملت العملية اسماً رمزياً هو "غضب طاووس ملك"، في إشارة إلى طاووس ملك، وهو شخصية من الميثولوجيا الإيزيدية.